# Landhuis (Sint-Niklaas)
Het Landhuis  is een gebouw in de stad Sint-Niklaas, in de Belgische provincie Oost-Vlaanderen. Het gebouw staat aan de oostkant van de Grote Markt en is het oudste nog bestaande bouwwerk op het plein. Het was de zetel van het hoofdcollege van het Land van Waas.

## Geschiedenis

### Voorgeschiedenis
In 1241 werd Sint-Niklaas de hoofdplaats van het Land van Waas. Er werd een hoofdcollege geïnstalleerd dat de hoogste instantie van de streek was. Het bestond uit zeven schepenen en een baljuw. Zij hielden zich bezig met rechtszaken in beroep die van de plaatselijke vierscharen kwamen, met het verdelen van belastingen en oorlogsbijdragen, en met het regelen van algemene zaken. Oorspronkelijk kwamen zij samen onder een linde op de Grote Markt. Vanaf 1518 deden zij dat in een houten gebouw.

### Bouw en uitbreidingen
In 1551 werd er een pand aangekocht door het hoofdcollege op de plaats van het huidige gebouw, onder protest van verschillende Wase parochies. Zij klaagden bij de Raad van Vlaanderen en Filips II van Spanje de aankoop aan. Slechts in 1558 werd het uiteindelijk goedgekeurd.
Het uitzicht van het gebouw veranderde sterk door de jaren heen. Zo werd de achtergevel verbouwd in 1610 en de huidige, kenmerkende rode voorgevel kwam tot stand in 1637. In 1672 kreeg het gebouw een uitbreiding met de bouw van een raadkamer. Deze bestaat niet meer. Op 25 mei 1690 doorstond het gebouw als een van de weinige de stadsbrand van Sint-Niklaas.
Bij het aanbreken van de Franse periode verloor het Waasland zijn administratieve status. Na enkele jaren gediend te hebben als kazerne voor de Rijkswacht, als gemeentelijke raadszaal en als politierechtbank, werd het in 1808 verkocht. In het Landhuis werden de herbergen "In de tinnen pot" en "Belle-vue" ondergebracht. In 1875 kwam het gebouw in handen van de letterkundige kring Societé Civile de Saint-Nicolas, die het naar een ontwerp van architect Théophile Bureau liet restaureren en uitbreiden met de travee aan de rechterkant van het gebouw.
De voorgevel van het gebouw is sinds 1955 een beschermd monument. Van 1988 tot 1989 vond een renovatie van de voorgevel plaats.

### Huidig gebruik
Tot 2012 was het gebouw een oosters restaurant. Daarna stond het jaren leeg. Na renovatie krijgt het in 2021 opnieuw een horecafunctie. De brunch- en lunchbar Soep&Zoet vestigt zich op het gelijkvloers. Daarnaast is dit zeventiende-eeuwse pand een ondernemerscentrum voor bedrijven en beschikt het pand over een mix van private kantoren, een co-workingplek, meeting- en eventrooms die verhuurd worden.

## Ontwerp
De gevel van het gebouw is in barokstijl gebouwd. De later toegevoegde travee behoort tot de neobarok.
Het gebouw heeft een oppervlakte van 318 vierkante meter.